# Unikowo (województwo mazowieckie)
Unikowo – wieś sołecka w Polsce położona w województwie mazowieckim, w powiecie mławskim, w gminie Strzegowo.
| SIMC    | Nazwa   | Rodzaj    |
| ------- | ------- | --------- |
| 0127195 | Kozłowo | część wsi |

W latach 1975–1998 miejscowość należała administracyjnie do województwa ciechanowskiego.
We wsi znajduje się dwór z 3. ćw. XIX wieku, parterowy z piętrowym ryzalitem. Należał do rodziny Modrzejewskich, po nacjonalizacji został przebudowany na szkołę. Obecnie w ruinie.